# Carl Hartmann (Ingenieur)
Carl Hartmann (auch: C. L. J. Hartmann; * 11. April 1856 in Pinneberg; † 23. April 1937) war ein deutscher Ingenieur.

## Leben
Nach Abschluss seiner Ausbildung begann Carl Hartmann seine berufliche Laufbahn am 3. November 1879 als Hilfsarbeiter beim Hamburger Aufsichtsamt für Dampfkessel und Maschinen. 1882 wurde er zum Baurat, 1890 zum Oberbaurat befördert. Die Beförderung zum Oberbaurat war mit der Leitung der Abteilung für Schiffsdampfkessel und Maschinen verbunden. Im Juli 1907 wurde Hartmann Baudirektor und Vorstand des Aufsichtsamtes für Dampfkessel und Maschinen. Im Oktober 1930 schied er aus dem Dienst aus. In seinen letzten Lebensjahren war er Vertreter Hamburgs bei den Vorarbeiten zu neuen Bau- und Werkstoffvorschriften für Land- und Schiffsdampfkessel. Sein erstmals 1884 herausgegebenes Lehrbuch für den Schiffsmaschinendienst erfuhr insgesamt 18 Auflagen, sein zuerst 1893 publizierter Kommentar für die Schiffskesselgesetzgebung elf Auflagen.
Carl Hartmann gehörte dem Verein Deutscher Ingenieure (VDI) an und war Gründungsmitglied des 1882 gegründeten Hamburger Bezirksvereins des VDI. In den Jahren 1906 bis 1908 war er Vorstandsmitglied im Gesamtverein. Darüber hinaus war Hartmann auch im Dampfkesselausschuss des VDI vertreten. Dem Bezirksverein, der ihn 1929 anlässlich seines 50-jährigen Dienstjubiläums zu seinem Ehrenmitglied ernannte, saß er in den Jahren von 1901 bis 1903 und von 1906 bis 1908 vor. Der Gesamtverein verlieh ihm 1932 das VDI-Ehrenzeichen.
Friedrich Schaper fertigte im Auftrag des Hamburger Senats ein Porträt von Hartmann an.